# Asulam
Asulam er et kemisk ukrudtsmiddel, der forhandles og bruges i Danmark under handelsnavnet "Asulox". 
Kemisk set er det et metyl ((4-aminobenzene-1-sulfonyl)-karbamat).
Stoffet må bruges i dansk landbrug på frøavl af morgenfrue, skorzonerrod og spinat i henhold til en midlertidig dispensation, der er gyldig i tidsrummet 4. april til 4. juli 2024. Se dispensation 2024, registreringsnummer 1158-1 .
Asulam blev erklæret ikke-godkendt af EUkommissionens iværksættelsesregulativ No 1045/2011 af 19. oktober 2011 angående ikke-godkendelsen af det aktive stof, asulam
Bekymringerne vedrørende brugen af asulam omfatter
- mangel på beviser for senvirkninger af nedbrydningsproduktet sulfanilamid og andre nedbrydningsprofukter;
- de svagt beskrevne virkninger af muligt tilstedeværende urenheder i handelsvaren;
- giftigheden for fugle

Denne beslutning blev offentliggjort med "Regulation (EC) No 1107/2009 of the European Parliament and of the Council concerning the placing of plant protection products on the market, and amending Commission Decision 2008/934/EC".